# فوزي لقجع
فوزي لقجع (مواليد 23 يوليو 1970) هو مسؤول حكومي ومسير رياضي وسياسي مغربي، تقلد عدة مناصب رفيعة وطنيًا، قاريًا ودوليًا. يشغل حاليًا منصب رئيس الجامعة الملكية المغربية لكرة القدم (منذ 2014) وعضو اللجان التنفيذية للاتحاد الأفريقي (منذ 2017)، والاتحاد الدولي (فيفا) والاتحاد العربي (منذ 2021)؛ كما يشغل منصب الوزير المنتدب المسؤول عن الميزانية المغربية في حكومة عزيز أخنوش منذ توليه الحكومة عام 2021.
في 20 ديسمبر 2022، وُشِّح بوسام العرش من درجة قائد بعد حلول المنتخب المغربي لكرة القدم في المرتبة الرابعة عالميا خلال منافسات كأس العالم المقامة في قطر ليكون بذلك أول منتخب أفريقي، وعربي يحقق هذا الإنجاز.
في 16 يونيو 2023، عين بأمر ملكي رئيسا للجنة المكلفة بملف ترشيح المغرب لتنظيم كأس العالم لكرة القدم 2030، ضمن الملف المشترك مع إسبانيا والبرتغال.

## حياته المبكرة
وُلد لقجع في 23 يوليو 1970 في بركان لعائلة محافظة من الطبقة المتوسطة تتكون من أم ربة بيت، وأب اشتغل بسلك التعليم مدرسًا للغة العربية حتى تقاعد مفتشًا، وثلاث إخوة. درس مرحلة الابتدائية والثانوية بمسقط رأسه حتى حصل على شهادة البكالوريا شعبة العلوم التجريبية سنة 1988، التحق بعدها بمعهد الحسن الثاني للزراعة والبيطرة حيث نال شهادة مهندس زراعي والتحق بوزارة الفلاحة قبل أن يكمل دراسته بالمدرسة الوطنية للإدارة بالدار البيضاء.

## مسيرته المهنية
اشتغل فوزي لقجع بالمفتشية العامة للمالية، ثم انتقل ليعمل رئيسًا لشعبة المجالات الإدارية سنة 2000 لمدة ثلاث سنوات، ثم شغل منصب مدير ميزانية الدولة التابعة لوزارة المالية بعد أن قضى سبع سنوات في قسم الزراعة والمقاصة، ثم عين في منصب مدير ميزانية الدولة التابعة لوزارة المالية في يناير 2010.

### التسيير الرياضي
في سبتمبر 2009، انتُخب فوزي لقجع رئيسًا لنادي النهضة البركانية؛ قبل أن يُنتخب في 11 نوفمبر 2013 رئيسًا للجامعة الملكية المغربية لكرة القدم خلفًا لعلي الفاسي الفهري.
في 16 مارس 2017، انتُخب فوزي لقجع عضوًا في اللجنة التنفيذية للاتحاد الأفريقي (كاف) ممثلًا لمنطقة شمال إفريقيا خلال الجمع العام الـ39 في العاصمة أديس أبابا في أثيوبيا بعد حصده ل41ـ صوتًا مقابل 7 أصوات لمنافسه الجزائري محمد روراوة. وخلال الإجتماع الأول للمكتب التنفيذى للاتحاد الأفريقى المقام في 8 مايو 2017 في العاصمة البحرينية المنامة أوكلت إليه رئاسة لجنة المالية ولجنة المنافسات ولجنة الأندية بالاتحاد الأفريقى. كما أعيد انتخابه لولاية ثانية مدتها أربع سنوات عضوا في لجنة الحكامة والمراجعة التابعة للاتحاد الدولي لكرة القدم (فيفا) ممثلا لإفريقيا إلى جانب الجنوب إفريقي نافي بيلاي.
في 21 يوليو 2017، وإبان الجمع العام الاستثنائي للإتحاد المنعقد في الرباط عين فوزي لقجع من قبل رئيس الاتحاد الإفريقي لكرة القدم أحمد أحمد نائبا ثالثا له وعضوا ضمن لجنة الطوارئ المكلفة بالبت في القضايا الاستعجالية المتعلقة بكرة القدم الإفريقية. وفي نفس الأسبوع انتخب لقجع لولاية ثانية رئيسا للجامعة الملكية المغربية لكرة القدم بغالبية أصوات بلغت 39 من أصل 48.
في 18 يوليو 2019، تدرج لقجع في الإتحاد الأفريقي لكرة القدم حيث عين نائبا ثانيا لرئيس الإتحاد الأفريقي لكرة القدم أحمد أحمد، خلال الاجتماع الأول للجنة التنفيذية المقام في القاهرة المصرية.
في 12 مارس 2021، انتخب عضوا في اللجنة التنفيذية للاتحاد الدولي (فيفا) ممثلا عن القارة الأفريقية خلال جمعه العام للكونفدرالية الإفريقية ليكون بذلك أول مغربي يشغل هذا المنصب الرفيع في تاريخ المغرب.
في 1 أبريل 2021، جدد الإتحاد الأفريقي خلال اجتماع اللجنة التنفيذية انتخاب لقجع رئيسا للجنة المالية كما أضحى نائب رئيس لجنة الأندية المختصة بتنظيم مسابقات الأندية ونظام إدارة التراخيص.
في 16 يونيو 2021، انتخب فوزي لقجع عضوا في اللجنة التنفيذية للاتحاد العربي خلال جمعه العام المنعقد في مدينة جدة السعودية. كما تقلد بالموازاة عضوية لجنة العلاقات الدولية التابعة للاتحاد العربي في 26 أبريل 2022.
في 12 أبريل 2022، عين رئيس الاتحاد الإفريقي لكرة القدم باتريس موتسيبيه لقجع عضوا في مجموعة العمل الخاصة باللجنة المؤقتة المكلفة بتسيير شؤون اتحادات كرة القدم تماشيا مع دعوة مجلس الفيفا.
في 25 يونيو 2022، ورغم أن تجديد رئاسة الجامعة الملكية يسري لمرة واحدة فقط، نجح فوزي لقجع بالظفر بولايته الثالثة على التوالي رئيسا للجامعة الملكية المغربية لكرة القدم لأربع سنوات بعد تعديل النظام الأساسي للجامعة ليواكب الحالات الاستثنائية المنصوص عليها في منطوق "القانون 09-30 المتعلق بالتربية البدنية والرياضة".
في 16 يونيو 2023، أصدر الديوان الملكي بلاغا عين فيه فوزي لقجع رئيسا للجنة المكلفة بملف الترشيح المغربي لكأس العالم 2030، ضمن الملف المشترك مع إسبانيا والبرتغال.
في 11 فبراير 2024، تسلم رئيس الجامعة الملكية المغربية لكرة القدم، السيد فوزي لقجع، من رئيس جمهورية ساحل العاج، السيد الحسن واتارا، علم كأس إفريقيا للأمم التي ستنظم نسختها الـ 35 السنة المقبلة بالمغرب.

### المسار السياسي
في 2021، عين لقجع في منصب الوزير المنتدب المسؤول عن الميزانية في حكومة عزيز أخنوش.

## الجوائز والأوسمة

### الجوائز
2018 : جائزة يدينكاتشو تيسيما لأحسن رئيس اتحاد كروي في إفريقيا.

### الأوسمة
2022 : وسام العرش من درجة قائد رفقة المدرب المغربي وليد الركراكي فيما وشح المنتخب المغربي لكرة القدم بوسام العرش من درجة ضابط تكريما لإحتلالهم المرتبة الرابعة عالميا في كأس العالم المقام في قطر.

## معلومات
1. ↑  تنص المادة 23 من القانون 09-30 المتعلق بالتربية البدنية والرياضة "عدم استمرار الرئيس في منصبه أكثر من ولايتين متتاليتين عدا في الحالات الاستثنائية التالية : 1- عندما يكون منصبه في إحدى الأجهزة التنفيذية لجامعة أو اتحاد دولي مرتبط بمنصبه في الجامعة الرياضية المعنية ؛ 2- عندما يكون تواجده برئاسة الجامعة المعنية مرتبطا بمصلحة وطنية عليا. وفي هاتين الحالتين يجب أن تتضمن الأنظمة الأساسية المذكورة منصب رئيس منتدب تناط به مأمورية القيام بجميع المهام الموكولة عادة للرئيس.[34]